# Regelbau 630

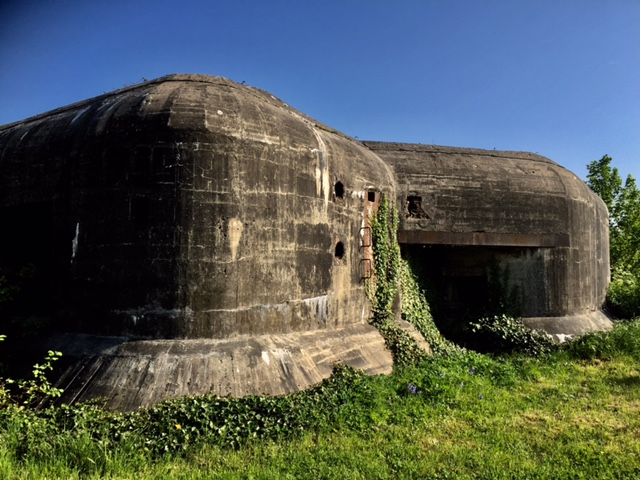
Casemate de type Regelbau 630 à Stene.

La casemate de type Regelbau 630 est une casemate répondant au standard Regelbau. Sa mission est d'abriter une mitrailleuse.

## Construction
Le plan de base date du 4e trimestre 1942. La construction nécessitait l'excavation de 400 m3 de matériaux et la coulée de 610 m3 de béton.
Le modèle 630b demandait lui 730 m3 de béton.

## Architecture
La casemate fait 11 m de long sur 9,6 m de large et 5,1 m hors flanquement.
Elle pouvait abriter un équipage de 6 hommes.

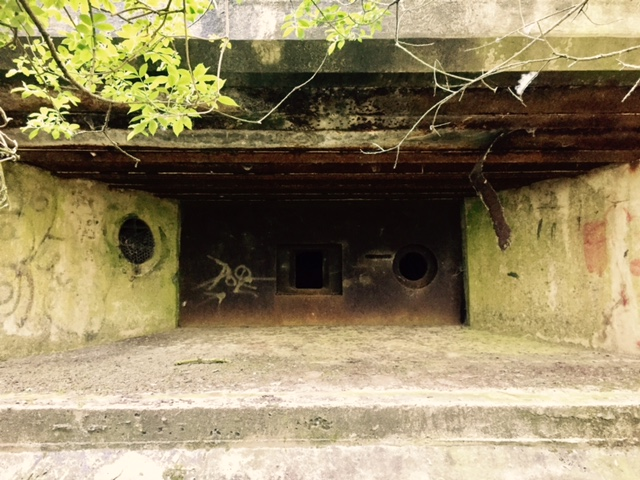
Vue de l'embrasure de mitrailleuse d'une Regelbau 630.

L'armement pouvait être composé de différentes mitrailleuses.

## Exemplaire
257 exemplaires auraient été construits dont 176 sur l’AOK15,.
Deux exemplaires sont présents au pied de de la villa Belza à Biarritz.